# Marco Antonio Dressino
Marco Antonio Dressino (Montagnana, 1º luglio 1877 – Roma, 18 ottobre 1969) è stato un presbitero e religioso italiano della Congregazione del Santissimo Redentore, insignito del titolo di Giusto tra le nazioni da Yad Vashem.

## Biografia

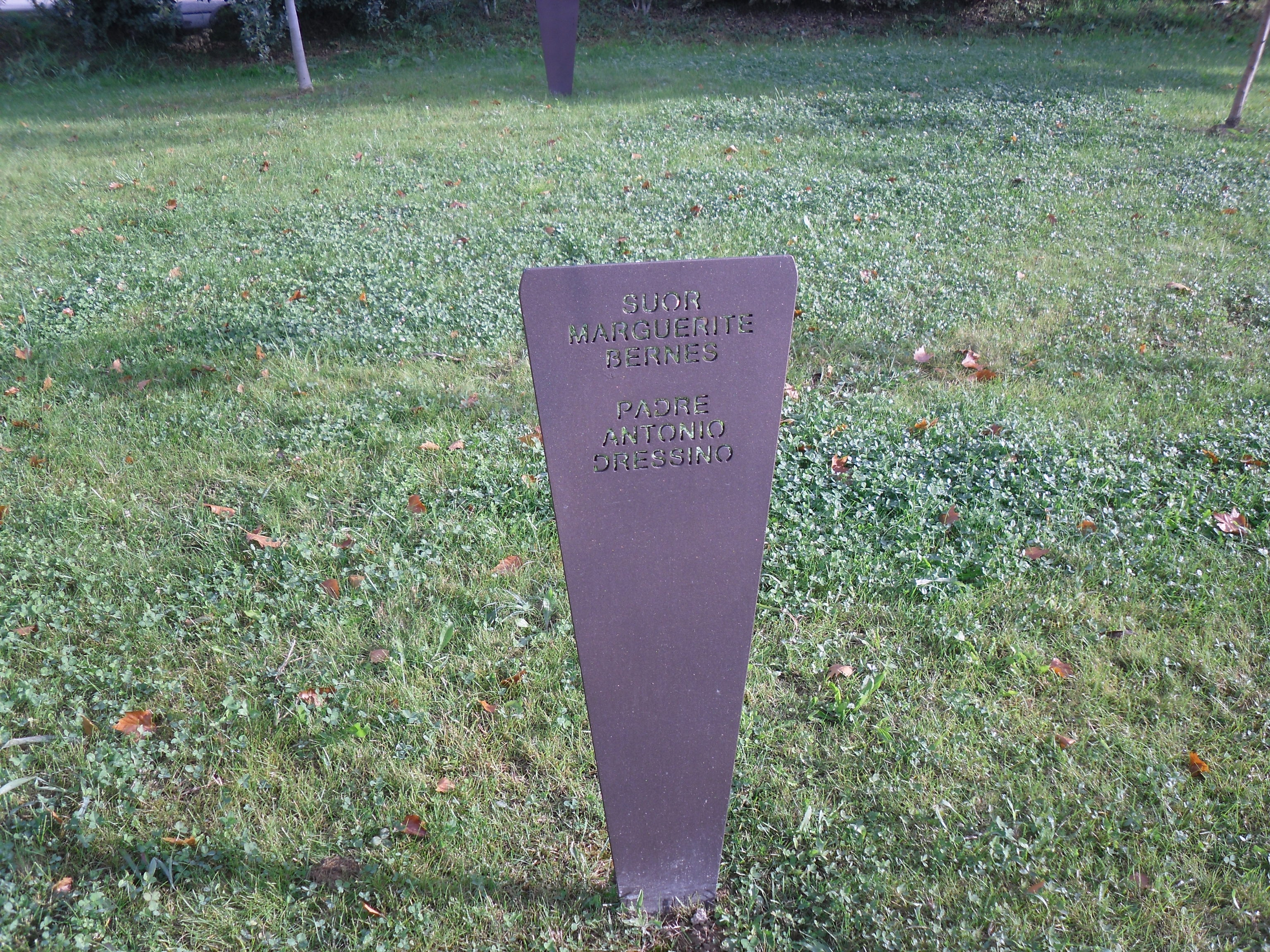
La stele dedicata a suor Marguerite Bernes e a Antonio Dressino nel Giardino dei Giusti del Mondo di Padova.

Dressino entrò nel seminario della Diocesi di Padova e fu ordinato sacerdote il 30 settembre 1900 assumendo poi l'incarico di parroco di Camin nella periferia della città. A 50 anni compiuti, desideroso di una vita di maggiore raccoglimento e preghiera, su indcazione di Leopoldo Mandic, entrò nei redentoristi e fu inviato Roma dove fu parroco nella chiesa di San Gioacchino in Prati dal 1933 al 1952.
Durante l'occupazione tedesca, tra il 1943 e il 1944, insieme a suor Marguerite Bernes e all'ingegnere Pietro Lestini, vice presidente della locale Associazione cattolica, e alla figlia Giuliana, aiutò un gruppo di militari italiani che non aveva aderito alla Repubblica di Salò dandosi alla macchia e ad altre persone perseguitate dai nazi-fascisti. I rifugiati furono ospitati nel convento e poi nel sottotetto della chiesa di San Gioacchino. All'organizzazione fu dato il nome informale di Sezione aerea di san Gioacchino (SASG). Tra i rifugiati aiutati da Dressino e dalle altre persone coinvolte vi furono anche tre ebrei, Arrigo Finzi, che poi divenne professore a Haifa, Gilberto Finzi, poi medico psichiatra a Roma e il quindicenne Leopoldo Moscati.
Il 31 luglio 1995 padre Dressino è stato riconosciuto Giusto tra le nazioni da Yad Vashem. Dal 2009 è ricordato anche nel Giardino dei Giusti del Mondo di Padova.